# Bataille d'Aboukir (1799)
Pour les articles homonymes, voir Bataille d'Aboukir.
Campagne d'Égypte
Batailles
Guerre de la Deuxième Coalition
- St George's Caye (navale) (09-1798)
- Nicopolis (10-1798)
- Corfou (11-1798)
- Copenhague (navale) (04-1801)
- Algésiras (navale) (06-1801)

Campagne de Hollande
- Callantsoog (08-1799)
- Vlieter (08-1799)
- Zyp (09-1799)
- Bergen (09-1799)
- Alkmaar (10-1799)
- Castricum (10-1799)

Campagne de Suisse
- Ostrach (03-1799)
- Feldkirch (03-1799)
- 1re Stockach (03-1799)
- Frauenfeld (05-1799) (en)
- Winterthour (05-1799)
- 1re Zurich (06-1799)
- Schwytz (08-1799)
- Amsteg (08-1799) (en)
- Saint-Gothard (09-1799)
- 2e Zurich (09-1799)
- Linth (09-1799) (en)
- Muten (10-1799) (ru)
- Engen (05-1800)
- 2e Stockach (05-1800)
- Moesskirch (05-1800)
- Biberach (05-1800)
- Erbach (05-1800)
- Höchstädt (06-1800)
- Ampfing (12-1800)
- Hohenlinden (12-1800)

Campagne d'Égypte
- Malte 1 (06-1798)
- Malte 2 (06-1798)
- Alexandrie (07-1798)
- Chebreiss (07-1798)
- Pyramides (07-1798)
- 1re Aboukir (08-1798)
- Salheyeh (08-1798)
- Malte 3 (09-1798)
- Sédiman (10-1798)
- Caire (10-1798)
- Samanouth (01-1799)
- El Arish (02-1799)
- Syène (02-1799)
- Jaffa (03-1799)
- Saint-Jean-d'Acre (03-1799)
- Mont-Thabor (04-1799)
- 2e Aboukir (07-1799)
- Damiette (11-1799)
- Héliopolis (03-1800)
- 3e Aboukir (03-1801)
- Mandora (03-1801)
- Canope (03-1801)
- Fort Jullien (04-1801)
- Le Caire (06-1801) (en)
- Alexandrie (08-1801)

2e Campagne d'Italie
- Vérone (03-1799)
- Magnano (04-1799)
- Cassano (04-1799)
- Mantoue (04-1799)
- Bassignana (05-1799)
- 1re Marengo (05-1799) (en)
- Modène (06-1799) (en)
- Trebbia (06-1799)
- 2e Marengo (06-1799) (en)
- Novi 1 (08-1799)
- Rome (09-1799)
- Mannheim (09-1799) (en)
- Novi 2 (10-1799) (en)
- Genola (11-1799)
- Gênes (04-1800)
- Sassello (04-1800) (en)
- Fort Bard (05-1800)
- Verceil (05-1800)
- Turbigo (05-1800)
- Montebello (06-1800)
- 3e Marengo (06-1800)
- Pozzolo (12-1800)

La  bataille d’Aboukir  eut lieu le 25 juillet 1799 entre l'Armée française d'Orient et les Turcs ottomans en Égypte menés par Mustapha Pacha. Malgré une nette infériorité numérique, les Français menés par le général Napoléon Bonaparte remportent une victoire décisive notamment grâce à leur cavalerie, menée par Murat. Cette victoire annihile les forces ottomanes, donnant un répit stratégique à l’occupation française en Égypte. Toutefois, l’incapacité de maintenir durablement la présence française en Orient devient évidente, Bonaparte quittant l’Égypte peu après pour se concentrer sur les affaires européennes. À terme, l’expédition s’achève par une défaite française en 1801, mais elle laisse un souvenir marquant de l’audace militaire de l’armée d’Orient.

## Campagne précédant la bataille et enjeux
L’Empire ottoman, poussé par la Grande-Bretagne, a déclaré la guerre à la France. Deux armées doivent attaquer l’Égypte : l’une transportée par la flotte britannique, l’autre concentrée au nord de la Syrie actuelle.
Bonaparte a choisi de prendre, comme à son habitude, l’initiative : en février 1799, il s’est emparé de Gaza, d’El-Arich et de Jaffa, mais il a échoué devant la ville de Saint-Jean-d’Acre, après deux mois de siège éreintant. Cette ville était défendue par son gouverneur Djezzar Pacha et son ancien condisciple de l’École militaire de Paris, Antoine de Phélippeaux, un excellent artilleur. De plus, la ville étant continuellement ravitaillée en hommes, nourriture, eau et matériel par la marine britannique et l’armée française étant décimée par la peste noire, Bonaparte mit fin à ses rêves de conquêtes en Orient. En effet, il rêvait de prendre Constantinople puis  de fondre sur l’Inde afin d’aider l’insurrection locale contre les Britanniques. Il rêvait aussi qu’une fois arrivé à Constantinople, il retournerait avec toute son armée en France en passant par Vienne.
Le 14 juillet 1799, une flotte britannique de 60 vaisseaux met à terre 16 000 hommes, sous le commandement de Mustafa Pacha, un vétéran de la précédente guerre russo-turque. Ceux-ci prennent d’assaut les fortifications du port et mettent 300 Français, sous les ordres du chef de bataillon Godart, hors de combat. La presqu’île change de camp et les étendards turcs flottent sur les bastions de la ville.
Fier de ce succès, Mustafa Pacha ne se presse pas de marcher sur Le Caire. À Mourad Bey, qui a réussi à s’échapper et à le rejoindre, il déclare : « Ces Français tant redoutés dont tu n’as pu soutenir la présence, je me montre, et les voilà qui fuient devant moi » Mourad lui réplique : « Pacha, rends grâce au Prophète qu’il convienne à ces Français de se retirer, car s’ils se retournaient, tu disparaîtrais devant eux comme la poussière devant l’aquilon ».

## Forces en présence
Napoléon rassemble le plus de troupes possibles. Sans attendre Kléber, il marche sur Aboukir avec les divisions de Lannes, de Desaix, et la cavalerie de Murat, soit 10 000 hommes et 1 000 cavaliers. Les Turcs rassemblent 18 000 hommes, dont 8 000 sont en état de combattre.

## Bataille

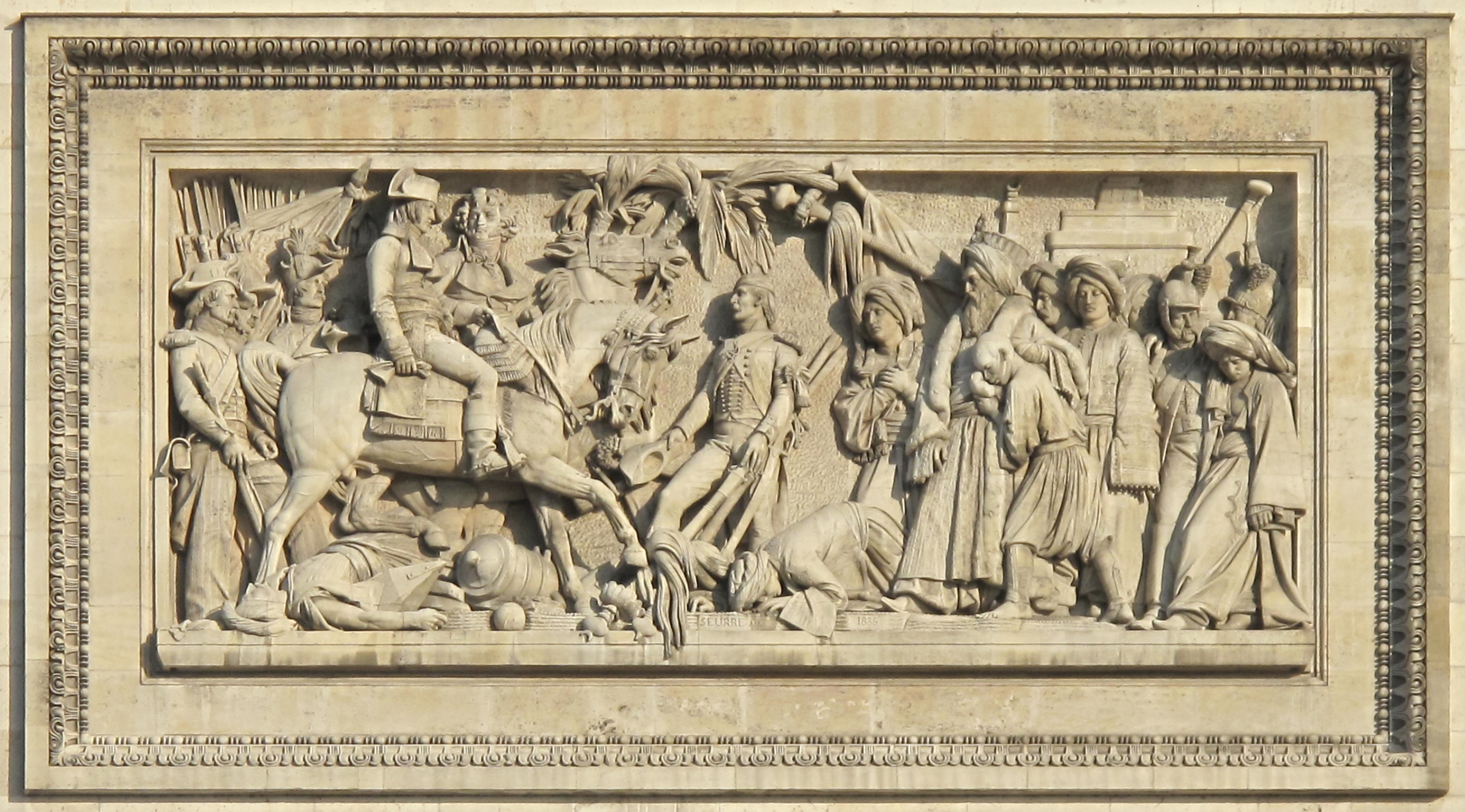
Le bas-relief supérieur de gauche de l'Arc de triomphe de l'Étoile : la bataille d'Aboukir par Bernard Seurre.

Le 25, les Turcs se mettent sur la défensive et s’appuient sur une solide redoute, entre leurs lignes et la mer. Les Britanniques, trop loin des côtes à cause des hauts fonds, ne peuvent utiliser leur artillerie contre les Français. Bonaparte place son artillerie sur les hauteurs mais la première attaque qu’il lance est un échec : Desaix piétine, Murat n’ose pas charger, vu la mitraille qui s’abat au-dessus de sa tête.
Puis survient un évènement qui provoque un véritable déclic dans l’armée d’Égypte : le pacha sort du fort avec ses hommes et coupe les têtes des soldats français morts ou blessés. Une rage s’empare des Français, qui sans ordres, se ruent sur les rangs ennemis. Murat, avec sa cavalerie, opère un mouvement tournant puis parachève la manœuvre en chargeant si rapidement qu’il traverse toutes les lignes adverses et débouche derrière la ville, coupant la retraite à Mustapha Pacha qu’il capture en combat singulier : le pacha lui tire une balle qui traverse sa bouche, lui coupe la glotte, rebondit sur une de ses vertèbres, et va finalement se loger dans ses côtes, et le Français lui coupe trois doigts et lui lance : « Si tu refais ça à mes soldats, je te jure par Allah, je te couperai d’autres choses plus importantes. » Murat sera opéré et le lendemain pourra tranquillement reprendre son commandement.
Pendant ce temps, le reste de l’armée turque se jette à la mer et périt noyé en tentant de regagner les vaisseaux. Pendant plusieurs marées, le rivage est couvert des turbans des Turcs. Trois mille Ottomans réussissent à se retrancher dans le fort, mais ils se rendent quelques jours plus tard, vaincus par la soif et la faim.
Murat est promu le soir même général de division. Il n’est pas le seul à avoir fait des prodiges : le colonel Bertrand, blessé deux fois dans la bataille, est stupéfait d’entendre Bonaparte lui ordonner de prendre 25 hommes et de charger « cette canaille », en se voyant désigner une colonne d’un millier de cavaliers Mamelouks.

## Bilan
La « furia » française s’est révélée payante : 220 morts et 600 blessés seulement.
Les pertes turques sont énormes : 2 000 morts sur le champ de bataille, auxquels s’ajoutent 4 000 hommes noyés et puis enfin les 1 000 morts et les 1 500 prisonniers du fort d’Aboukir.
Chateaubriand écrit : « À Aboukir, ne détruisit-il pas treize mille Osmanlis avec quelques chevaux » Dans ses Mémoires d'outre-tombe. (Liv. XIX, ch. 16).
« Général, vous êtes grand comme le monde, mais le monde n’est pas assez grand pour vous ! »
— C’est par ces mots que Kléber interpelle le général Bonaparte le soir de la victoire.

## Conséquences
Kléber n’arrive que le soir. Sidney Smith, l’amiral de la flotte britannique, fait porter la responsabilité de la défaite sur les chefs ottomans : ils n’ont pas suivi ses précieux conseils, ceux en particulier de s’emparer de la ville de Rosette pour pouvoir isoler Alexandrie. De plus, les Ottomans n’ont pas engagé toutes leurs troupes par rapport à l’objectif recherché, la prise d'Alexandrie.
Aboukir donne aux Français plusieurs mois de répit. Desaix, poursuit jusqu’en Haute-Égypte Mourad Bey. Celui-ci se fait surprendre par la colonne mobile du chef de brigade Morand (11-12 août 1799), mais le chef mamelouk reste insaisissable.
Le 23 août, laissant le commandement à Kléber, Bonaparte s’embarque sur la frégate Muiron, avec Berthier, Murat, Lannes et d’autres, car, à la lecture des journaux britanniques, il apprend les récentes défaites du Directoire. À cette occasion, il se fait surnommer le « Général Bonne Attrape ».
À moyen terme, la présence française en Égypte s’avère impossible à maintenir. Kléber rétablit la domination française sur le pays grâce à sa victoire à Héliopolis, le 18 mars 1800. Mais moins d’un mois plus tard, il est assassiné dans son jardin du Caire par un élève en théologie. Son successeur, Menou, qui n’a pas les compétences d’un chef de guerre, est battu à Canope, et capitule le 2 septembre 1801. D'après la convention, les Britanniques ramènent l'armée en France.
Restait en Égypte le souvenir d’une incroyable aventure, et deux ou trois cents traînards ou déserteurs, devenus des « Mamelouks français ». Ainsi, Chateaubriand put rencontrer des Gascons ou des Picards, renommés pour leur courage et dont les beys et les pachas se disputèrent les services. La bataille se finit finalement par une victoire turque.

## Commémoration
Paris possède une rue d'Aboukir , dénommée par décret du 2 octobre 1865 et qui célèbre la victoire sur l'armée turque de 1799.